# Kościół Przemienienia Pańskiego w Białotarsku
Kościół Przemienienia Pańskiego w Białotarsku – kościół parafialny przynależny do diecezji włocławskiej i dekanatowi kowalskiemu.

## Historia
Parafia Białotarsk pierwszy raz wymieniona została w 1249 roku. W 1325 roku wspomniano o niej w archidiakonacie włocławskim diecezji kujawskiej.
Fundację kościoła przypisać należy kapitule płockiej, która była jego kolatoratem. O pierwszej świątyni nie posiadamy wiadomości. Druga, pod wezwaniem Świętego Krzyża, drewniana, zapewne tej samej fundacji, powstała w latach 70. XVI w. i została konsekrowana przez bpa Hieronima Rozdrażewskiego w 1583 r. Kiedy spaliła się w 1782 r., na nowym miejscu nową, także drewnianą, znowu wystawiła kapituła z Płocka. Zdaje się, że przy niej urządzono później cmentarz grzebalny. Miejsce zaś po dawnym kościele upamiętniono kapliczką, która przetrwała do 1824 r.
Obecnie istniejący kościół parafialny pw. Przemienienia Pańskiego, murowany, rozpoczęto wznosić w 1905 r. według projektu K. Prokulskiego oraz K. Pleszczyńskiego. Budowę w stanie surowym zakończono w 1914 r. W czasie I wojny światowej dach kościoła uległ spaleniu podczas działań wojennych, a mury zostały poważnie uszkodzone. Świątynię odbudowano w latach 1921–1926. W 1936 r. wstawiono do niej wielki ołtarz, nabyty z katedry włocławskiej przez Bronisława Mirosławskiego, właściciela majątku Czarne.
Kościół w czasie okupacji hitlerowskiej został całkowicie ograbiony z paramentów liturgicznych i dzwonów. W latach 1990–1996 dzięki staraniom ks. Leszka Rybki kościół otrzymał nowe pokrycie dachu z blachy miedzianej, nową instalację elektryczną i nagłośnieniową oraz nowe meble w zakrystii. W latach 1996–1999 położono nową posadzkę murowaną, wykonano nowe okna witrażowe. W latach 1999–2000 w prezbiterium położono posadzkę marmurową, wykonano nowy ołtarz, ambonę i chrzcielnicę.